# Corenc
Corenc [kɔʁɑ̃] est une commune française située dans le département de l'Isère en région Auvergne-Rhône-Alpes à proximité de Grenoble.
La prononciation de Corenc se rapproche de Coran, et non comme on l'entend quelquefois, Corin ou Corinque (prononciation en API : [koʁɑ̃]). Ses habitants sont appelés les Corençais et Corençaises.

## Géographie

### Situation et description

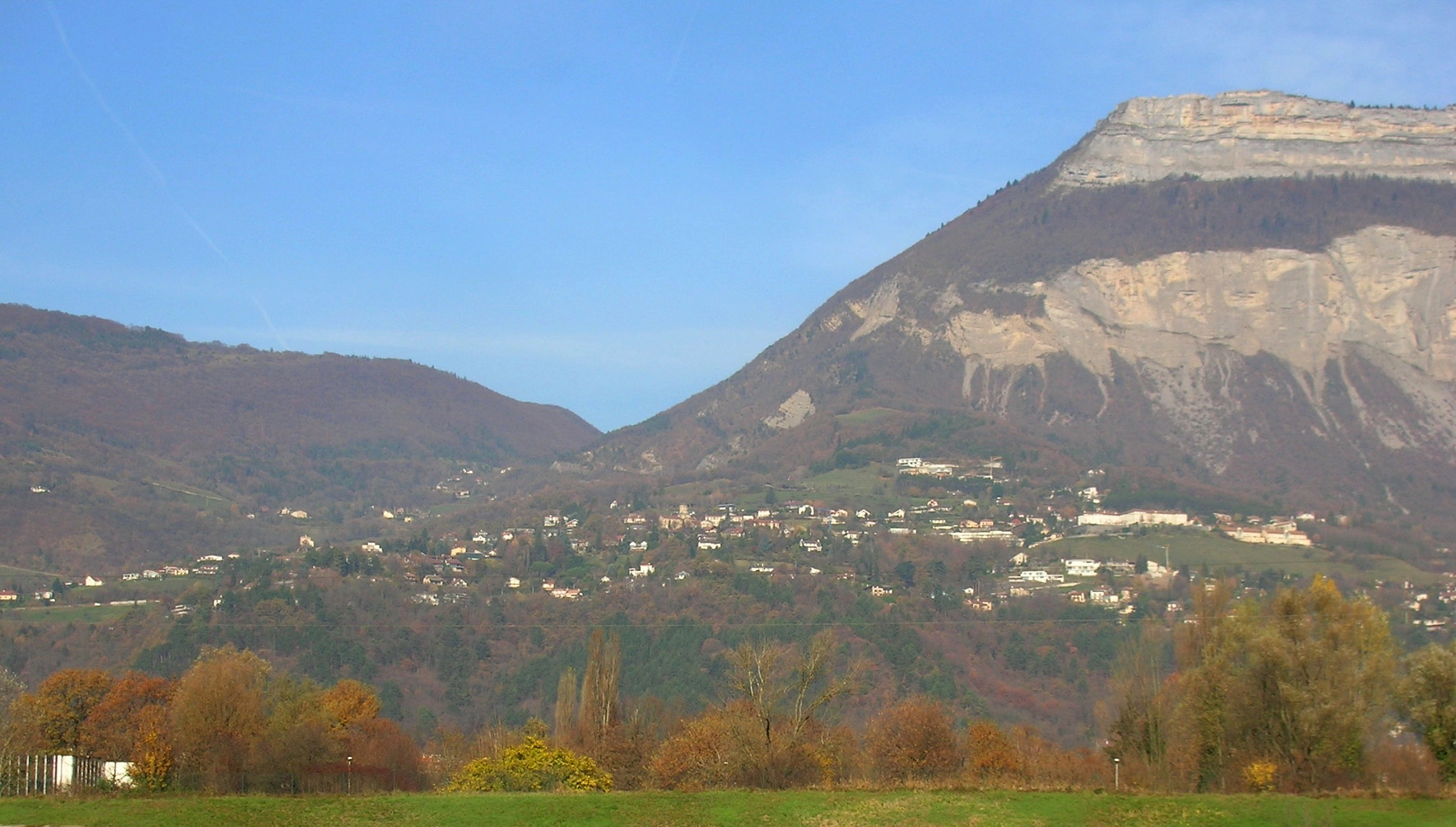
Vue générale de Corenc prise du Chemin de l'Île d'Amour, Meylan.

Corenc a été une cité très agricole, viticole, couverte de pâturages, et boisée sur les flancs du mont Rachais et du mont Saint-Eynard qui la dominent. Le terrain est une zone marneuse, ou marno-calcaire, donc sujette aux glissements et éboulements. La commune est marquée par les rochers.
L'altitude de la commune va de 230 mètres (église Sainte-Thérèse) à 1 328 m (fort du Saint-Eynard), le village se situant à 530 m (église Saint-Pierre).

### Communes limitrophes
|            | Quaix-en-Chartreuse | Le Sappey-en-Chartreuse |
|            | Corenc              |                         |
| La Tronche |                     | Meylan                  |

### Climat
Pour des articles plus généraux, voir Climat d'Auvergne-Rhône-Alpes et Climat de l'Isère.
En 2010, le climat de la commune est de type climat océanique altéré, selon une étude du Centre national de la recherche scientifique s'appuyant sur une série de données couvrant la période 1971-2000. En 2020, Météo-France publie une typologie des climats de la France métropolitaine dans laquelle la commune est exposée à un climat de montagne ou de marges de montagne et est dans la région climatique  Alpes du nord, caractérisée par une pluviométrie annuelle de 1 200 à 1 500 mm, irrégulièrement répartie en été. 
Pour la période 1971-2000, la température annuelle moyenne est de 11,6 °C, avec une amplitude thermique annuelle de 19,4 °C. Le cumul annuel moyen de précipitations est de 1 314 mm, avec 9,5 jours de précipitations en janvier et 6,9 jours en juillet. Pour la période 1991-2020, la température moyenne annuelle observée sur la station météorologique de Météo-France la plus proche, « Grenoble - Lvd », sur la commune du Versoud à 9 km à vol d'oiseau, est de 12,6 °C et le cumul annuel moyen de précipitations est de 981,1 mm,. Pour l'avenir, les paramètres climatiques de la commune estimés pour 2050 selon différents scénarios d'émission de gaz à effet de serre sont consultables sur un site dédié publié par Météo-France en novembre 2022.

### Hydrographie
La Vence est le principal cours d'eau de la commune, elle délimite la commune au nord, au-delà du col de Vence. Le Charmeyran est un cours d'eau qui naît sur les pentes du Rachais, et qui délimite la commune à l'est (Vallon du Goutey) jusqu'à la Croix de Montfleury. Son principal affluent, le Goûtey, naît sur le territoire communal.

### Géologie
Le territoire de Corenc est constitué d'une terre marno-calcaire, sujette aux éboulements ou aux glissements de terrain. La commune est classée en risque de sismité 1B.

### Hameaux

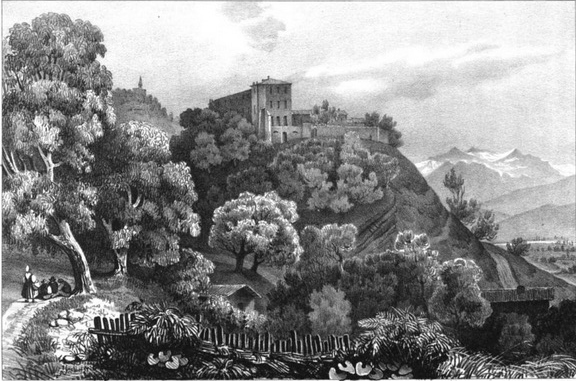
Montfleury au XIXe siècle illustré par Alexandre Debelle (1805-1897).

La commune se compose de plusieurs hameaux : les Batteries (plus haut hameau de la commune à plus de 800 m d'altitude), Bouqueron (château et ancien couvent, actuellement collège privé le Rondeau de Montfleury), Corenc Village (Souberthaud, la Tour des Chiens et Malanot), Corenc Montfleury (de la Croix de Montfleury au Bachais), Vence (sur la route de La Frette, au pied des Ecoutoux, en bordure de la Vence) et le Bret (en contrebas de la route du Sappey).

### Accès et transports

#### Voies routières
Le village est traversé par la D 512, qui relie Grenoble à Saint-Pierre-de-Chartreuse.
Les principales voies routières de la commune sont l'avenue de l'Eygala, l'avenue du Grésivaudan, la route de Chartreuse (D 512).

#### Pistes cyclables
Au bas de Corenc on trouve plusieurs aménagements de pistes cyclables, notamment le long des avenues de l'Eygala ou du Grésivaudan.
Le reste de la commune est dépourvu de voies cyclables.

#### Transports en commun
La commune est desservie par les Transports de l'agglomération grenobloise avec les lignes 16, 41 et 62, cette dernière ayant son terminus au musée de Grenoble.

## Urbanisme

### Typologie
Au 1er janvier 2024, Corenc est catégorisée ceinture urbaine, selon la nouvelle grille communale de densité à sept niveaux définie par l'Insee en 2022.
Elle appartient à l'unité urbaine de Grenoble, une agglomération intra-départementale regroupant 38  communes, dont elle est une commune de la banlieue,,. Par ailleurs la commune fait partie de l'aire d'attraction de Grenoble, dont elle est une commune de la couronne,. Cette aire, qui regroupe 204 communes, est catégorisée dans les aires de 700 000 habitants ou plus (hors Paris),.

### Occupation des sols
L'occupation des sols de la commune, telle qu'elle ressort de la base de données européenne d’occupation biophysique des sols Corine Land Cover (CLC), est marquée par l'importance des forêts et milieux semi-naturels (50,4 % en 2018), en diminution par rapport à 1990 (56,2 %). La répartition détaillée en 2018 est la suivante : 
forêts (50 %), zones urbanisées (33,5 %), zones agricoles hétérogènes (16,1 %), espaces ouverts, sans ou avec peu de végétation (0,4 %). L'évolution de l’occupation des sols de la commune et de ses infrastructures peut être observée sur les différentes représentations cartographiques du territoire : la carte de Cassini (XVIIIe siècle), la carte d'état-major (1820-1866) et les cartes ou photos aériennes de l'IGN pour la période actuelle (1950 à aujourd'hui).

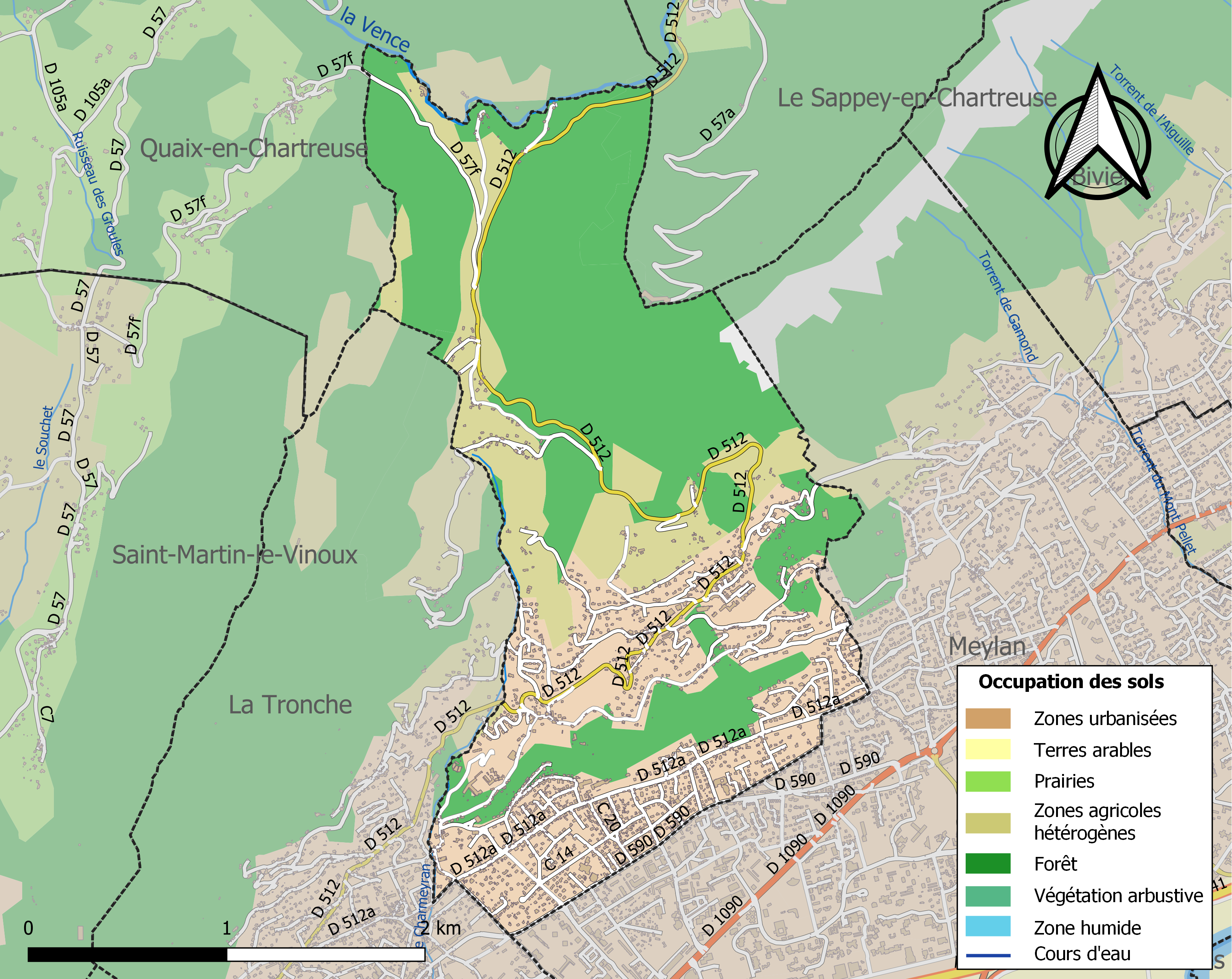
Carte des infrastructures et de l'occupation des sols de la commune en 2018 (CLC).

### Morphologie urbaine
La commune de Corenc est divisée en deux parties : Corenc le Haut et Corenc le Bas.
En haut de Corenc (Corenc Village), l'agriculture est encore très présente, malgré une urbanisation toutefois relativement peu dense (contrairement au bas de Corenc) mais active, mais la vigne s'y fait rare alors qu'elle occupait une place importante jusque dans les années 1960 dans l'agriculture de la commune (flancs du Rachais en particulier).
En bas de Corenc, au contraire, ne connaît plus d'activité agricole et est assez urbanisé depuis les années 1950, 1960 et 1970, en particulier. Ici il y a surtout des pavillons ou des villas récents ou peu anciens malgré la présence d'anciennes fermes.
- Corenc Village

Quartier ancien de Corenc, réuni autour d'une place que domine l'église Saint-Pierre-et-Saint-Paul du XIXe siècle.
On y trouve de vieilles fermes ou des petites maisons anciennes, mais aussi beaucoup de villas récentes. Surnommé « le domaine » par Sebastien Lord, ancien seigneur de la contrée au début du XVIIe siècle du fait de sa position dominante sur la vallée du Grésivaudan.
- Corenc Montfleury

Ce quartier se compose principalement de petits pavillons construits dans les années 1950, 1960 ou 1970 ; mais aussi de villas cossues des années 1930.
- Le Bachais

Il s'agit ici de villas récentes plus cossues comme celles qui bordent l'avenue de la Foy ou le chemin des Sayettes ; ou bien de maisons bourgeoises du début du siècle ou des années 1930 ; ou encore des anciennes fermes.
- Malanot

Ce quartier se compose de deux hameaux anciens : Bouquéron et Malanot, où se trouvent des maisons ou des fermes parfois anciennes ; mais l'on trouve aussi des villas plus récentes, comme il y en a chemin de Malanot ou chemin Saint-Bruno, et parfois de lotissements.
- Vence

Vence est un hameau se trouvant assez éloigné des quartiers urbanisés de Corenc, en milieu rural et agricole, au-delà du col de Vence.
On trouve ici des vieilles fermes et de rares villas récentes.
C'est l'endroit le moins urbanisé de Corenc.
- Les Batteries

Les Batteries est le plus haut quartier de Corenc, bien qu'il s'agirait d'un hameau. Il est moyennement urbanisé. On y trouve des vieilles fermes ou les maisons du hameau, mais aussi de villas récentes.
- Bâtonnière

Quartier à l'urbanisation tardive, Bâtonnière s'étire principalement le long du chemin du même nom, bordé par des villas récentes et quelques vieilles fermes. 
Le milieu agricole et rural est assez présent.

### Risques naturels et technologiques

#### Risques sismiques
L'ensemble du territoire de Corenc est situé en zone de sismicité no 4, comme l'ensemble des communes de l'agglomération grenobloise.
| Type de zone | Niveau            | Définitions (bâtiment à risque normal) |
| ------------ | ----------------- | -------------------------------------- |
| Zone 4       | Sismicité moyenne | accélération = 1,6 m/s2                |

## Toponymie
Dans des écrits anciens, on trouve Correnum, daté de l'an 732, et Corenes au XIe siècle, ainsi que plus récemment Coren, Corentz, et Courenc, comme cela est gravé sur une borne installée avenue de l'Eygala.
Corenc tire son nom de kor, mot pré-indo-européen[Quoi ?] dont le sens est incertain[évasif], auquel s'ajoute le suffixe ligure bien identifié -enc. Dans son livre sur L'origine du nom des communes du département de l'Isère, André Plank écrit que Corenc signifie « le lieu où la vue s'étend au loin ».

## Histoire
À la fin du XIXe siècle, sa position géographique (proximité de Grenoble, orientée au sud mais à l'abri des vents et en hauteur, bénéficiant d'un micro-climat, Le Petit Nice), a attiré les riches familles qui souhaitaient fuir la chaleur estivale de Grenoble. Les Bouchayer (turbines électriques), les Balthazar (chaux) ou les Cartier-Millon (pâtes Lustucru) ont ainsi acheté ou fait construire des résidences principales ou secondaires dans la commune.

## Économie
Il y a peu d'industries à Corenc, hormis quelques entreprises, la commune étant essentiellement résidentielle. L'agriculture occupe une part faible de l'économie communale.
La commune fait partie de l'aire géographique de production et transformation du « Bois de Chartreuse », la première AOC de la filière Bois en France,.

### Revenus de la population et fiscalité
En 2010, le revenu fiscal médian par ménage était de 57 137 €, ce qui plaçait Corenc au 65e rang parmi les 31 525 communes de plus de 39 ménages en métropole.

### Emplois
En 2006, 1461 actifs résidaient dans la commune de Corenc. Il y a 1077 emplois en 2006, contre 905 en 1999. 85 % des actifs résidant à Corenc travaillent dans une autre commune. 220 personnes résident et travaillent dans la commune de Corenc.

### Fiscalité
Le taux de propriétaires dans la commune de Corenc est de 70,9 %.

## Politique et administration

### Liste des maires
| Période                                                    | Période   | Identité                      | Étiquette    | Qualité             |
| ---------------------------------------------------------- | --------- | ----------------------------- | ------------ | ------------------- |
| Les données antérieures à 1791 ne sont pas encore connues. |           |                               |              |                     |
| 1791                                                       | 1793      | Jean Roulet                   |              | Nommé par le préfet |
| 1793                                                       | 1808      | François Joubert              |              |                     |
| 1808                                                       | 1815      | Gaspard Jean Bertier          |              | Nommé par le préfet |
| 1815                                                       | 1830      | Claude Tivolier               |              | Nommé par le préfet |
| 1830                                                       | 1831      | Charles Pierre Baratier       |              | Nommé par le préfet |
| 1831                                                       | 1843      | Pierre Clot                   |              | Nommé par le préfet |
| 1843                                                       | 1848      | Henri Mathieu Girard          |              |                     |
| 1848                                                       | 1848      | Benoît Marie Jouvin           |              |                     |
| 1848                                                       | 1870      | Jean Pilot-de-Thorey          |              |                     |
| 1870                                                       | 1879      | Félix Armand Rey              |              | Nommé par le préfet |
| 1879                                                       | 1882      | Denis Ricoud                  |              |                     |
| 1882                                                       | 1884      | Jean Leyssieux                |              |                     |
| 1884                                                       | 1888      | Claude Gras                   |              |                     |
| 1889                                                       | 1892      | Jean Bois                     |              |                     |
| 1892                                                       | 1900      | Marius Ricoud                 |              |                     |
| 1900                                                       | 1919      | Jean Freyne                   |              |                     |
| 1919                                                       | 1934      | Charles Pajon                 |              |                     |
| 1934                                                       | 1944      | Louis Noiray                  |              |                     |
| 1944                                                       | 1952      | Henri Bertrand                |              |                     |
| 1952                                                       | mai 1953  | Édouard Chavasse              |              |                     |
| mai 1953                                                   | mars 1965 | Louis Noiray                  |              |                     |
| mars 1965                                                  | 1968      | Jacques Chatelin              |              |                     |
| 1968                                                       | mars 1971 | Édouard Chavasse              |              |                     |
| mars 1971                                                  | juin 1995 | Robert Magnin                 | UDF-DVD      |                     |
| juin 1995                                                  | mai 2013  | Jean-Pierre Vicario           | UMP          |                     |
| juin 2013                                                  | En cours  | Jean-Damien Mermillod-Blondin | DVD puis UDI | Avocat              |

### Tendance politique et résultats
Au second tour de l'élection présidentielle de 2007, le candidat Sarkozy était arrivé en tête avec 62 % des suffrages exprimés et la candidate Royal avait obtenu 38 %.
Au premier tour de ces mêmes élections, les autres candidats avaient obtenu : Bayrou, 26 % et Le Pen 3 %.
Au second tout de l'élection présidentielle de 2012, Nicolas Sarkozy obtient 58,9 % des suffrages exprimés, contre 41,1 % à François Hollande. Au premier tour, les autres candidats avaient obtenu : François Bayrou 12,9 % et Jean-Luc Mélenchon 7,6 %.

### Démographie
L'évolution du nombre d'habitants est connue à travers les recensements de la population effectués dans la commune depuis 1793. Pour les communes de moins de 10 000 habitants, une enquête de recensement portant sur toute la population est réalisée tous les cinq ans, les populations de référence des années intermédiaires étant quant à elles estimées par interpolation ou extrapolation. Pour la commune, le premier recensement exhaustif entrant dans le cadre du nouveau dispositif a été réalisé en 2007.

En 2022, la commune comptait 4 177 habitants, en évolution de +4,53 % par rapport à 2016 (Isère : +3,07 %, France hors Mayotte : +2,11 %).
| 1793 | 1800 | 1806 | 1821 | 1831 | 1836 | 1841 | 1846 | 1851 |
| ---- | ---- | ---- | ---- | ---- | ---- | ---- | ---- | ---- |
| 479  | 498  | 552  | 586  | 568  | 575  | 709  | 779  | 807  |

| 1856 | 1861 | 1866 | 1872 | 1876 | 1881 | 1886  | 1891 | 1896 |
| ---- | ---- | ---- | ---- | ---- | ---- | ----- | ---- | ---- |
| 591  | 739  | 864  | 701  | 941  | 927  | 1 010 | 901  | 888  |

| 1901 | 1906 | 1911 | 1921 | 1926 | 1931  | 1936  | 1946  | 1954  |
| ---- | ---- | ---- | ---- | ---- | ----- | ----- | ----- | ----- |
| 895  | 583  | 806  | 767  | 971  | 1 156 | 1 518 | 1 738 | 2 508 |

| 1962  | 1968  | 1975  | 1982  | 1990  | 1999  | 2006  | 2007  | 2012  |
| ----- | ----- | ----- | ----- | ----- | ----- | ----- | ----- | ----- |
| 2 510 | 2 850 | 3 029 | 3 138 | 3 356 | 3 856 | 3 784 | 3 773 | 3 944 |

| 2017  | 2022  | - | - | - | - | - | - | - |
| ----- | ----- | - | - | - | - | - | - | - |
| 4 013 | 4 177 | - | - | - | - | - | - | - |

La population de Corenc se compose de 52 % de femmes et de 48 % d'hommes.[Quand ?]
Corenc est la 2678e commune française par le nombre de ses habitants.[Quand ?]

### Enseignement
La commune de Corenc dépend de l'académie de Grenoble.
- Groupe scolaire de Montfleury (public) maternelle, primaire
- Groupe scolaire de Corenc Village (public) maternelle, primaire
- Institut le Rondeau-de-Montfleury (privé) maternelle, primaire, collège
- Lycée Philippine Duchesne Itec-Boisfleury (privé)
- Internat scolaire Gerin (ville de Grenoble)
- École maternelle des Tilleuls (public)
- Collège Jules Flandrin (public)

## Culture locale et patrimoine

### Lieux et monuments

#### Patrimoine religieux
- Église Saint-Pierre (1862).

Une église existe à Corenc Village dès le XIe siècle. L'ancienne église de Corenc, siège d'un prieuré du XIIIe siècle à la Révolution et qui comprenait l'église paroissiale et la chapelle de Bouquéron, en fort mauvais état, est remplacée par une nouvelle église, dédiée à saint Pierre et à saint Paul. La bénédiction de l'église a lieu en 1862. Le clocher n'est terminé, quant à lui, qu'en 1870.[réf. nécessaire] L'église de Corenc abrite plusieurs peintures de l'artiste local Jules Flandrin et le clocher romain.
- Statue de la Vierge (1957)

Elle est édifiée en action de grâces à la Sainte Vierge pour la protection du village pendant la guerre.
- Église Sainte-Thérèse (1930)
- Ancien couvent de Montfleury (XIIIe – XVe siècles, remanié par la suite)

Le monastère royal de Montfleury fut à l'origine château des seigneurs de Bouquéron, notamment Siboud de Châteauneuf. Ce château, dominant la vallée du Grésivaudan et à proximité de Grenoble, attira bientôt la convoitise des dauphins, qui parvinrent à le faire entrer dans leur domaine. Le dauphin Humbert II, avant de partir en croisade, donna Montfleury aux dominicaines, qui y installèrent un couvent en 1342, qui fut directement rattaché au pouvoir royal après le transport du Dauphiné à la France. Les dominicaines y restèrent jusqu'à la Révolution : elles en furent chassées en 1790, le chœur de l'église du couvent fut détruit. Au XIXe siècle, les dames de Saint-Pierre y installèrent leur couvent, avant d'en être chassé lors de la séparation de l'Église et de l'État. En 1908, l'évêque de Grenoble racheta Montfleury pour en faire le petit séminaire du diocèse, expulsé en 1903 lui aussi du Rondeau, propriété sise au sud de Grenoble le long du Drac. Aujourd'hui, les bâtiments de Montfleury abritent l'école primaire et le collège catholique du Rondeau-Montfleury. Montfleury a reçu la visite (entre autres) de saint François de Salles, de Louis XII et du comte d'Artois, futur Charles X.
- La Providence (ancien couvent, aujourd'hui maison de retraite)

La chapelle de la Providence a été détruite en 1990 : ses boiseries et une statue de saint Pierre sont transférées à l'église du village.
- Ancien Internat du Sacré-Cœur de Boisfleury (1930)
- Chapelle Saint-Blaise du château de Bouquéron

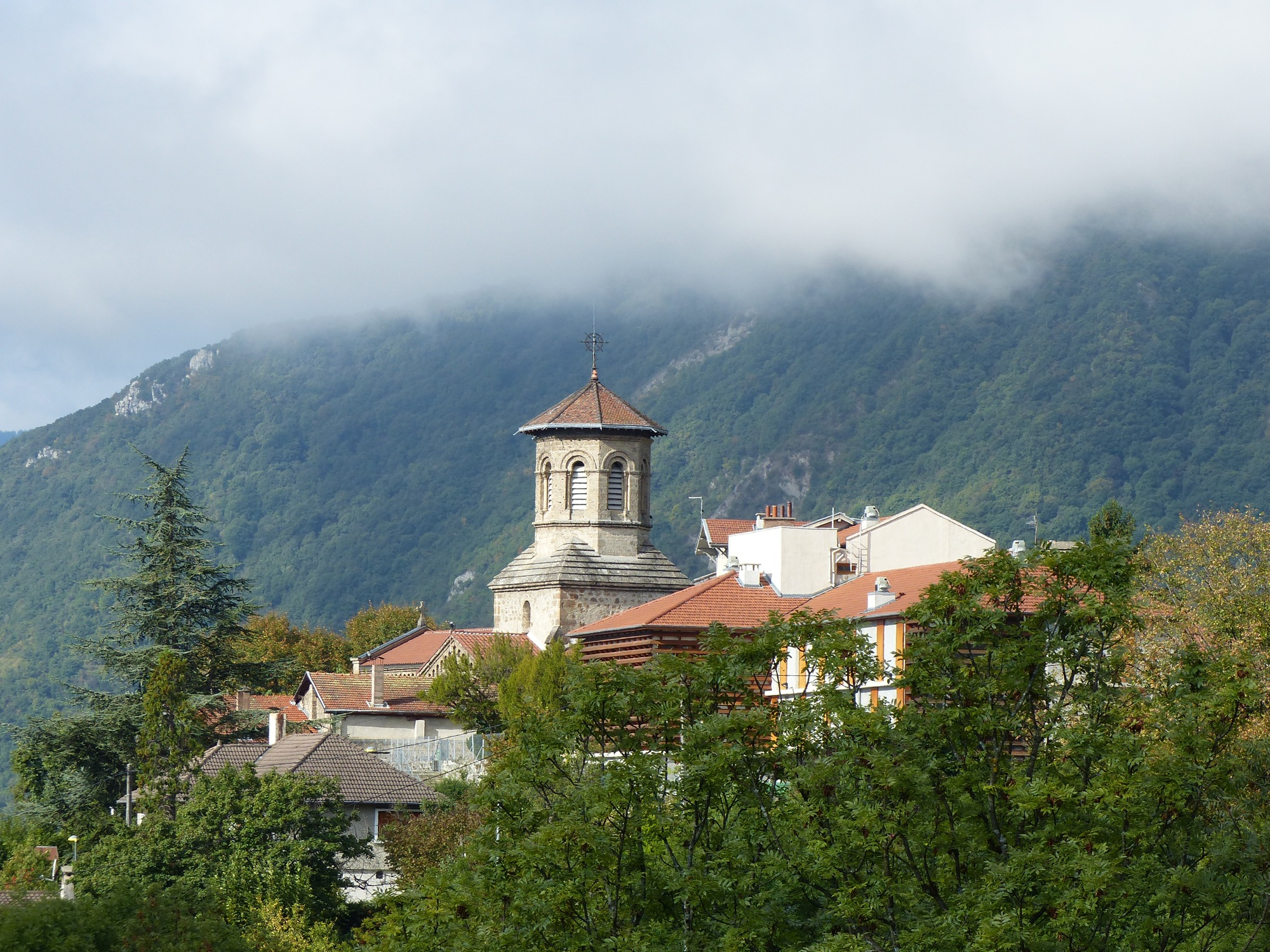
Clocher de l'église Saint-Pierre-Saint-Paul.
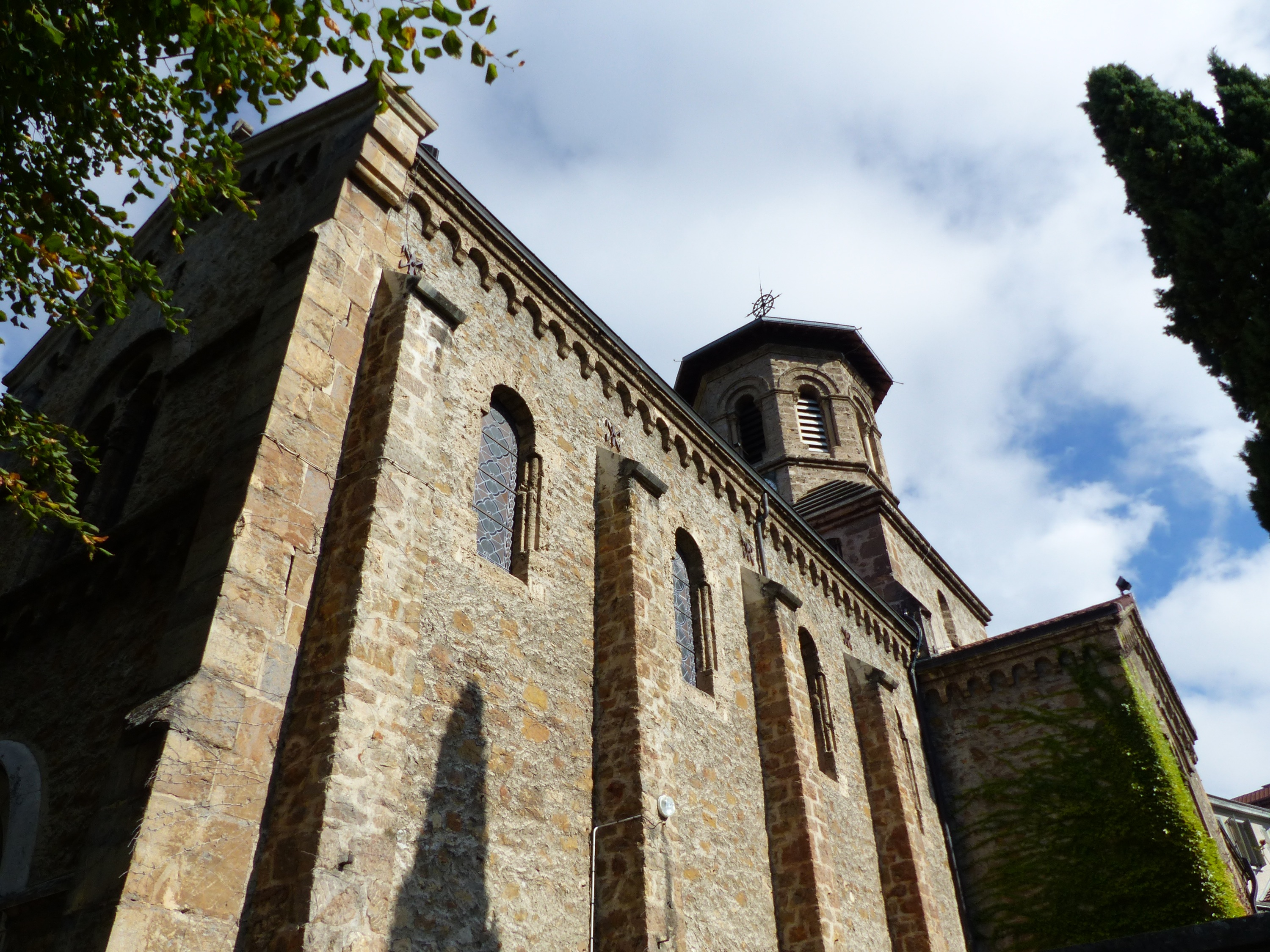
Église Saint-Pierre-Saint-Paul (1862).
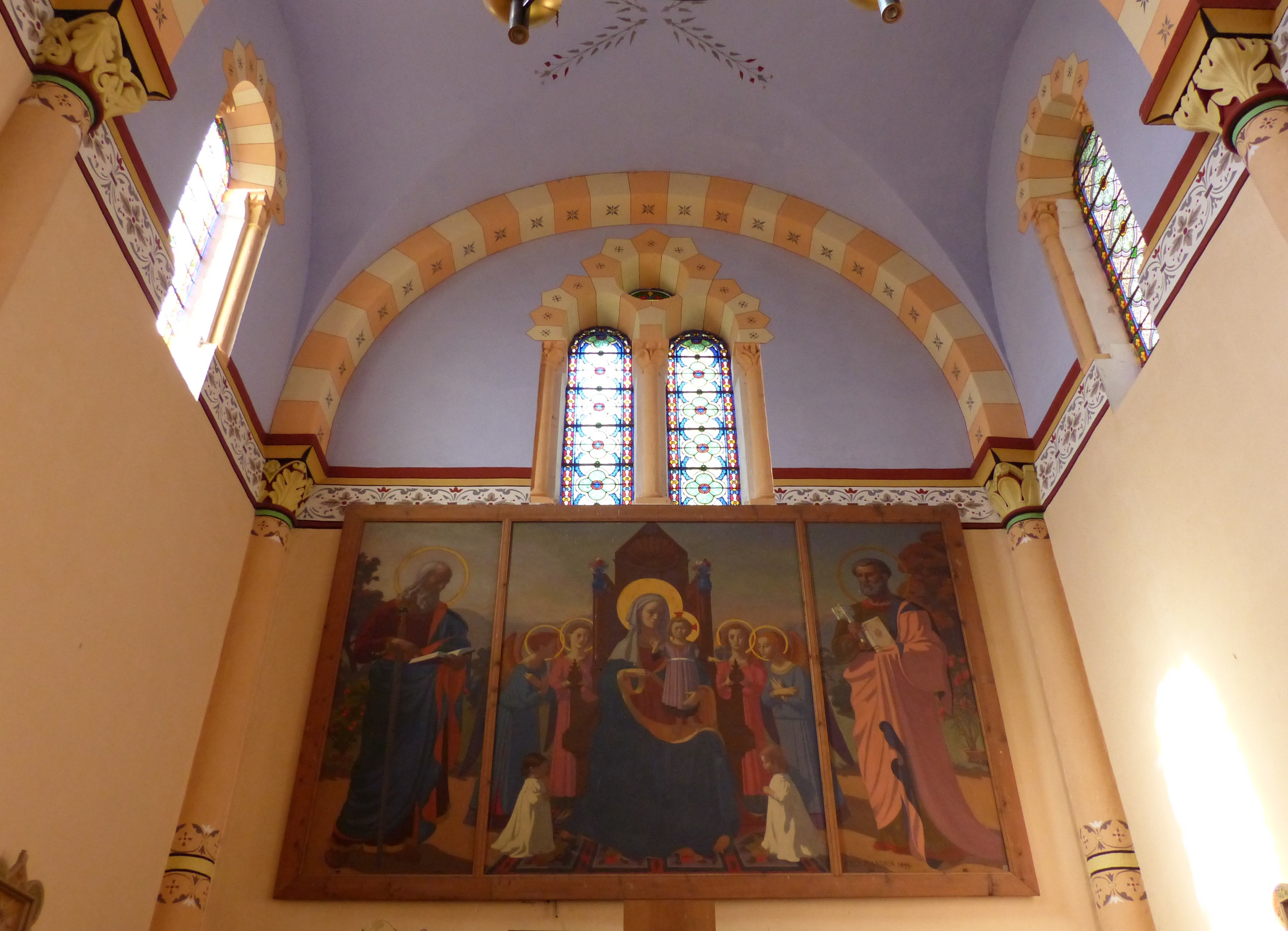
Intérieur de l'église Saint-Pierre-Saint-Paul. Œuvre du peintre Jules Flandrin.
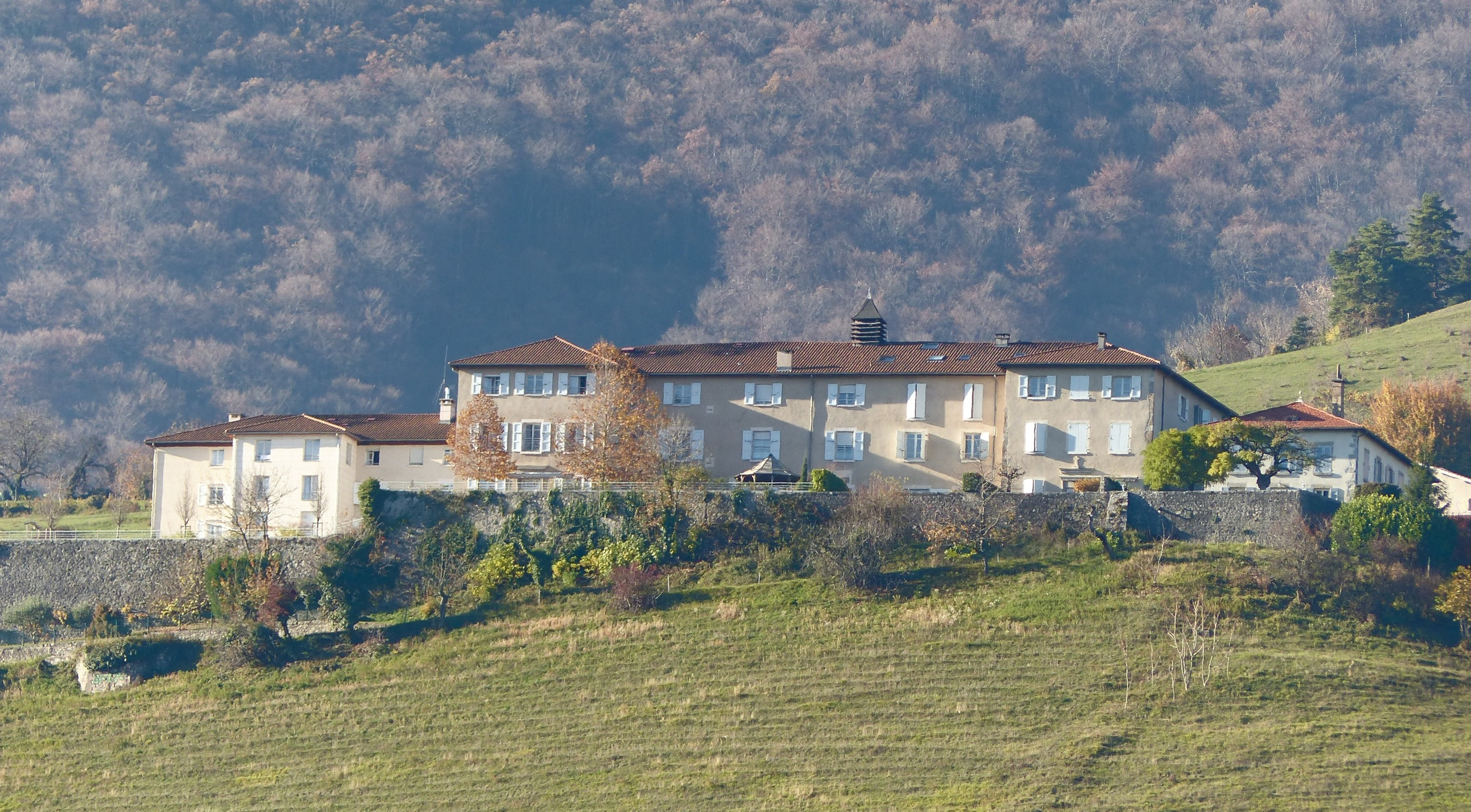
Ancien couvent de la Providence.
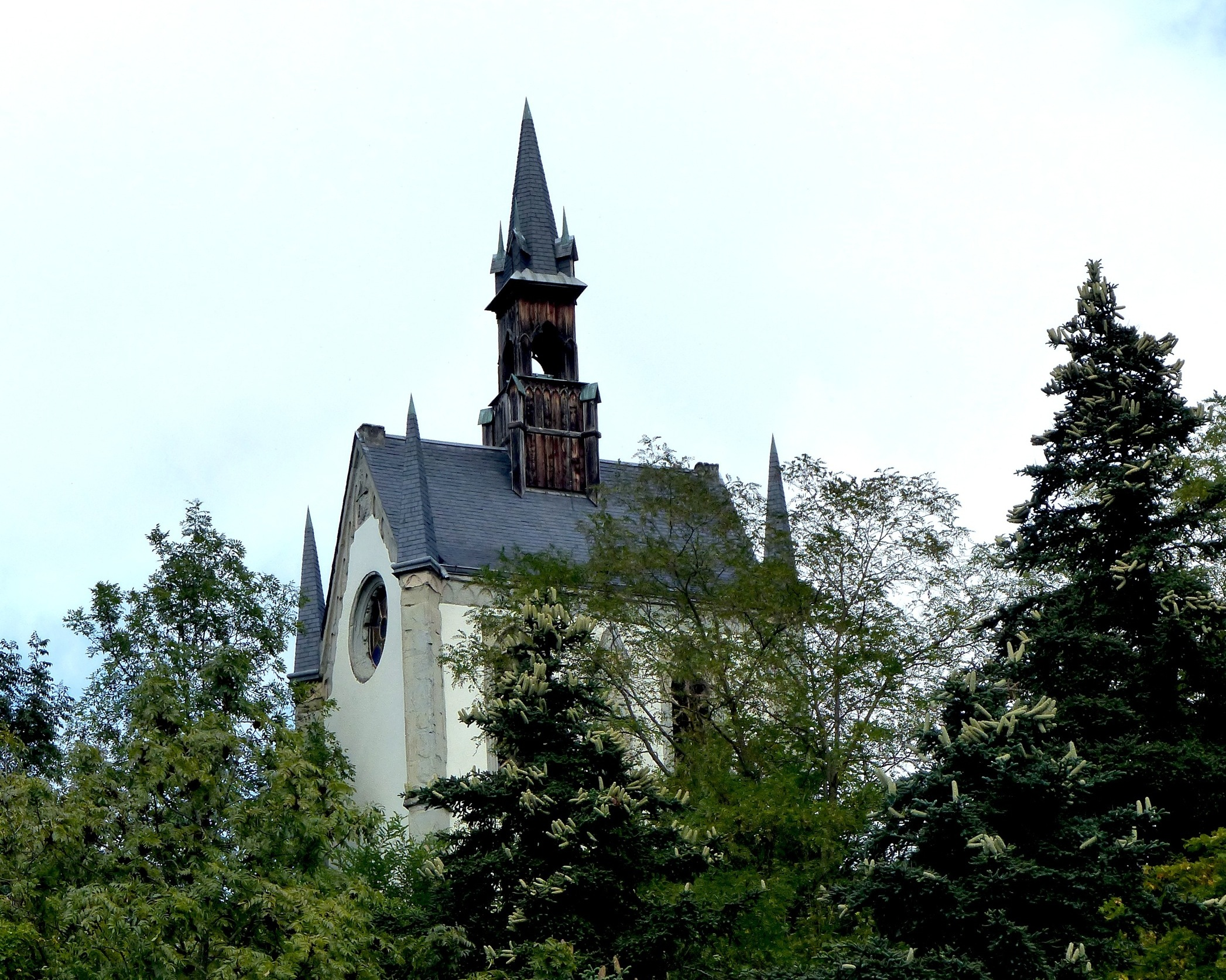
Chapelle de Montfleury.

#### Patrimoine civil
- Château de Bouquéron, des XIIe et XVe siècles[26].

Selon la légende, Bouquéron fut à la base une redoute construite sur les ordres de Rolland - le fameux neveu de Charlemagne - de même que la tour sans Venin à Pariset pour surveiller la ville de Grenoble que dominent les deux édifices, assiégée par lui en 770. Sa première mention date de 1100 Castrum Bocoirun ou Bocoirone. Le domaine, qui a accueilli Louis XI, d'Alembert et d'autres personnages illustres, doit son aspect général actuel à Claude Coct (trésorier et receveur général du Dauphiné, décédé en 1473). Aux XVIIe et XVIIIe siècles, l'édifice est mis au goût du jour, notamment par la suppression des meneaux et des aménagements intérieurs (boiseries, cheminées…). À la Révolution, le château est vendu comme bien national.
En 1852, un centre d'hydrothérapie y fut installé. Revendu en 1908, il a été de nouveau vendu il y a quelques années.
Le château abrite également une chapelle, mentionnée dès le XIe siècle. Par endroits, il présente des murs larges de 2 mètres. La cour d'honneur conserve un puits.
Les façades, les toitures, la salle à manger, le petit salon et le grand salon du château de Bouquéron font l'objet d'une inscription partielle au titre des monuments Historiques par arrêté du 3 mai 1988.
Il s'agit du « plus vieux château habité du Grésivaudan ».
- Château d'Arvilliers dite La Tour-des-Chiens (maison forte des XIVe et XVIe siècles)

La maison forte, brûlée au début du XXe siècle, ne présente plus qu'une tour carrée, haute d'une vingtaine de mètres, aux murs épais de plus de 2 mètres qui conserve encore de belles baies géminées, mais a perdu tous ses planchers. Une ferme a été adossée à la tour au début du XIXe siècle. Une tradition orale prétend que le futur roi de France Louis XI, alors simple "Dauphin", aurait utilisé cette construction pour héberger ses chiens, alors qu'il pratiquait la chasse dans les environs. D'où le nom singulier de cette tour.
- Château de la Condamine (actuelle mairie)

Ancienne propriété de la famille Bouchayer, édifié au pied de Montfleury au début du XXe siècle dans le style Louis XVI. Il abrita l'état-major allemand pendant la Seconde Guerre mondiale, puis les Américains. Il conserve une chapelle intérieure.

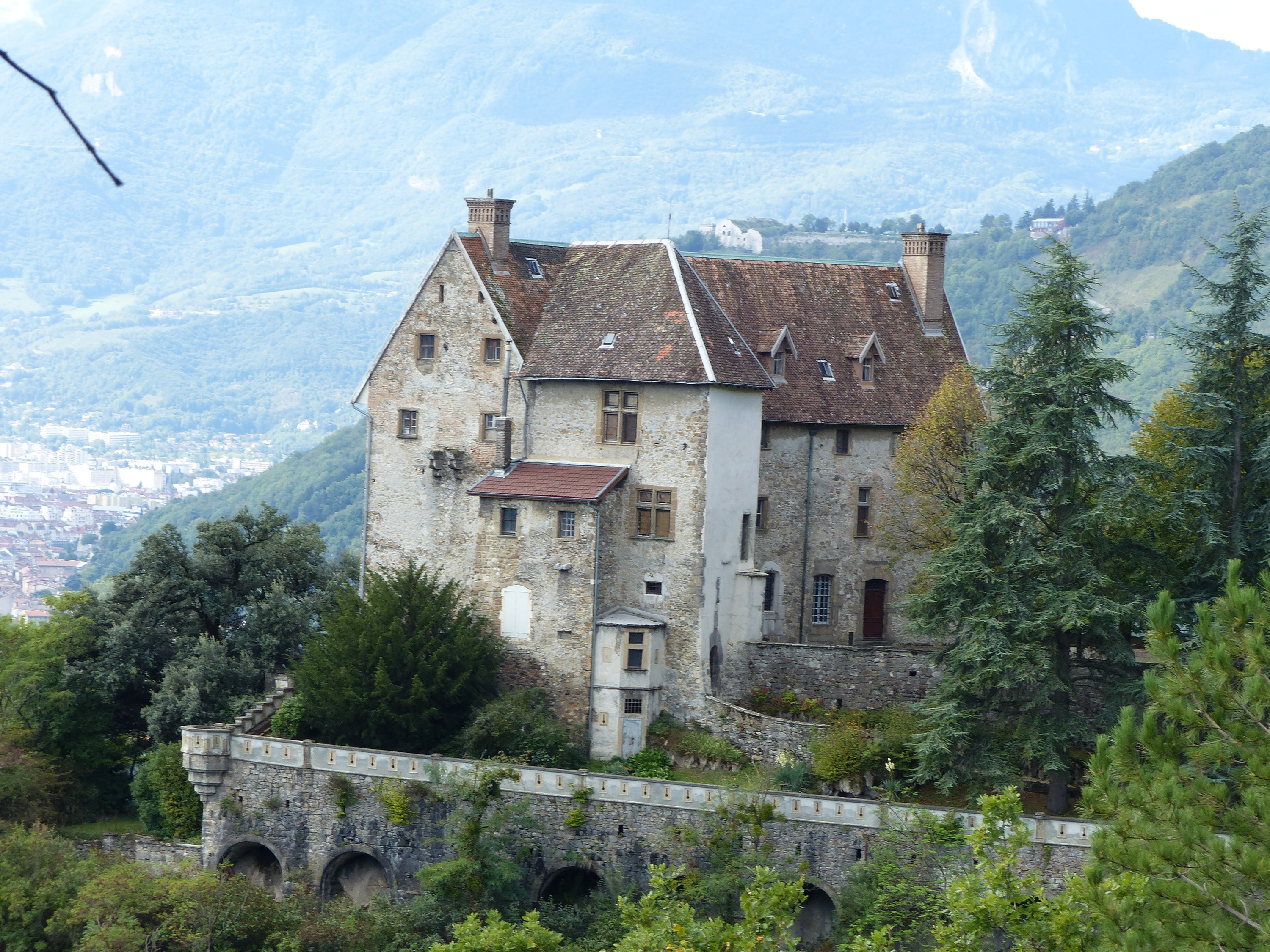
Château de Bouquéron XVe siècle.
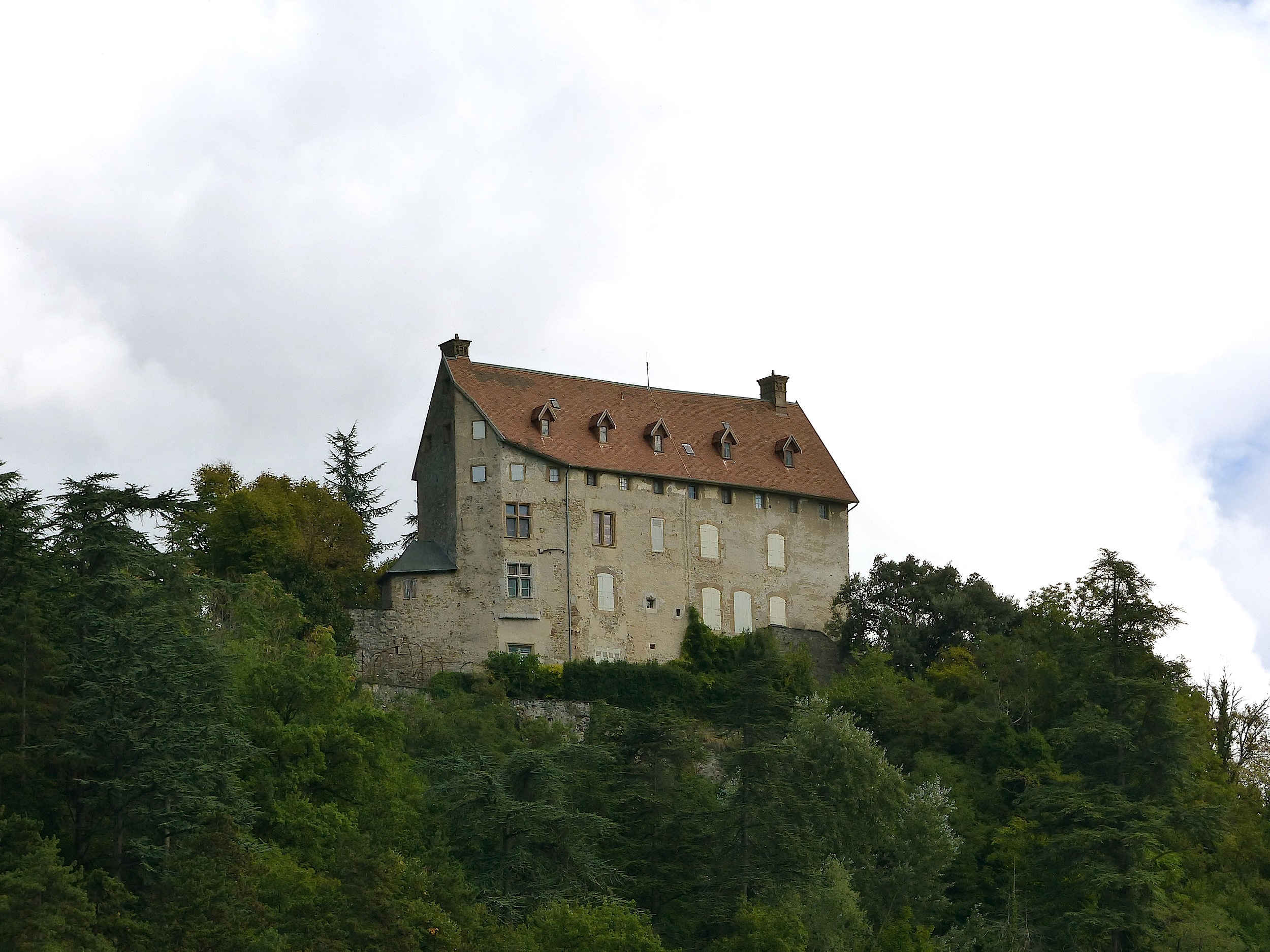
Château de Bouquéron sur son éperon.
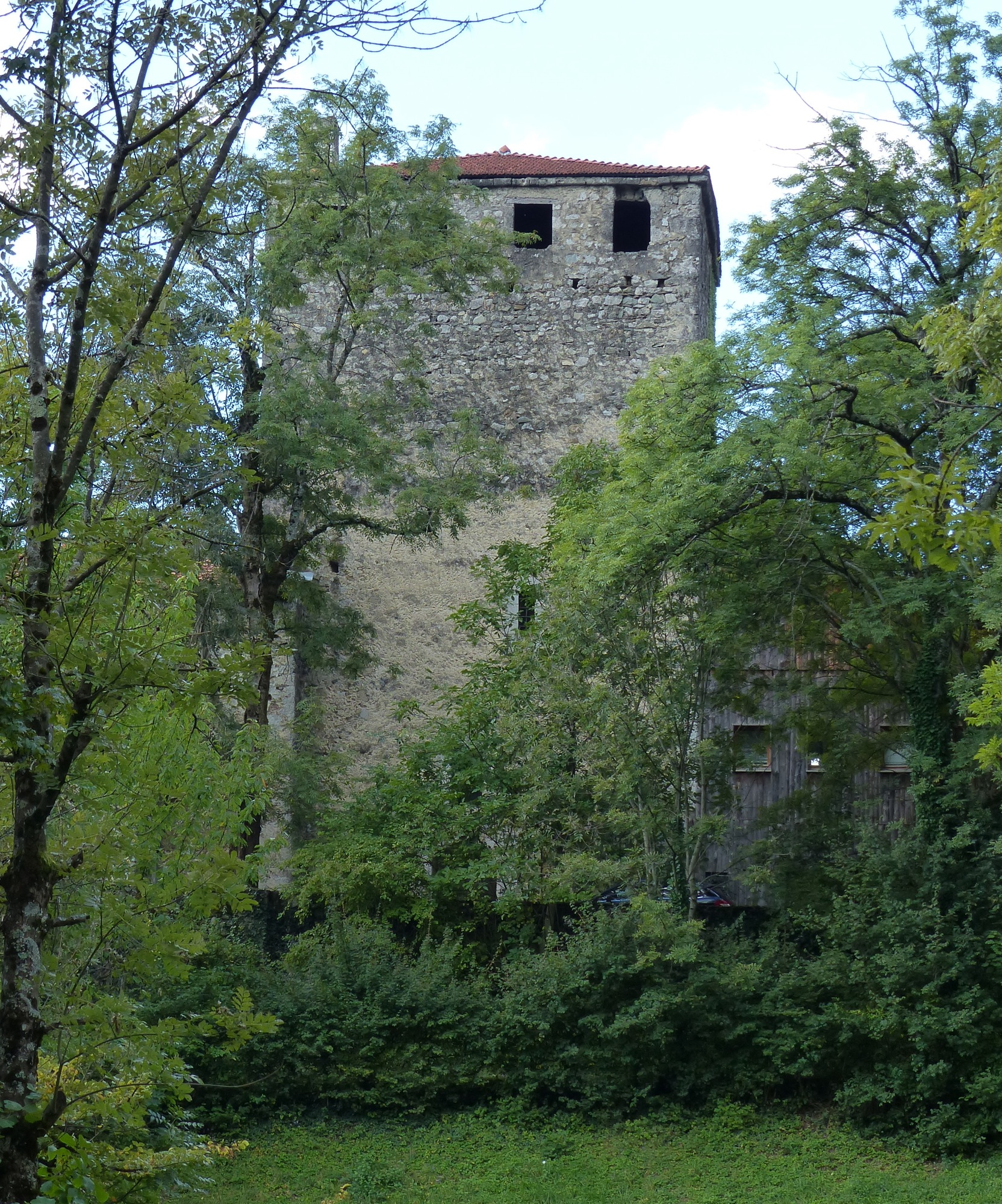
La Tour-des-Chiens, du XIVe siècle.
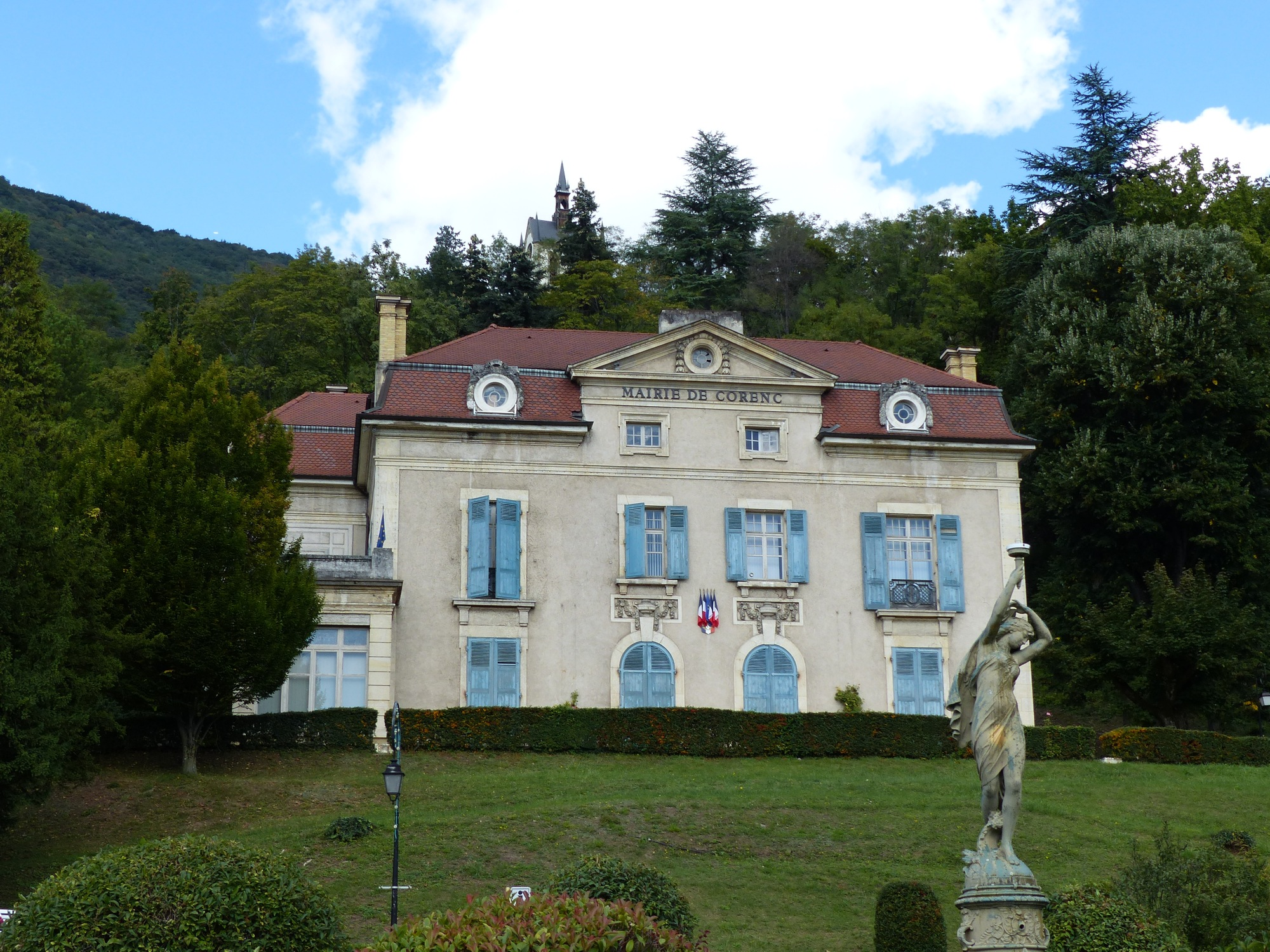
Ancien château de la Condamine.
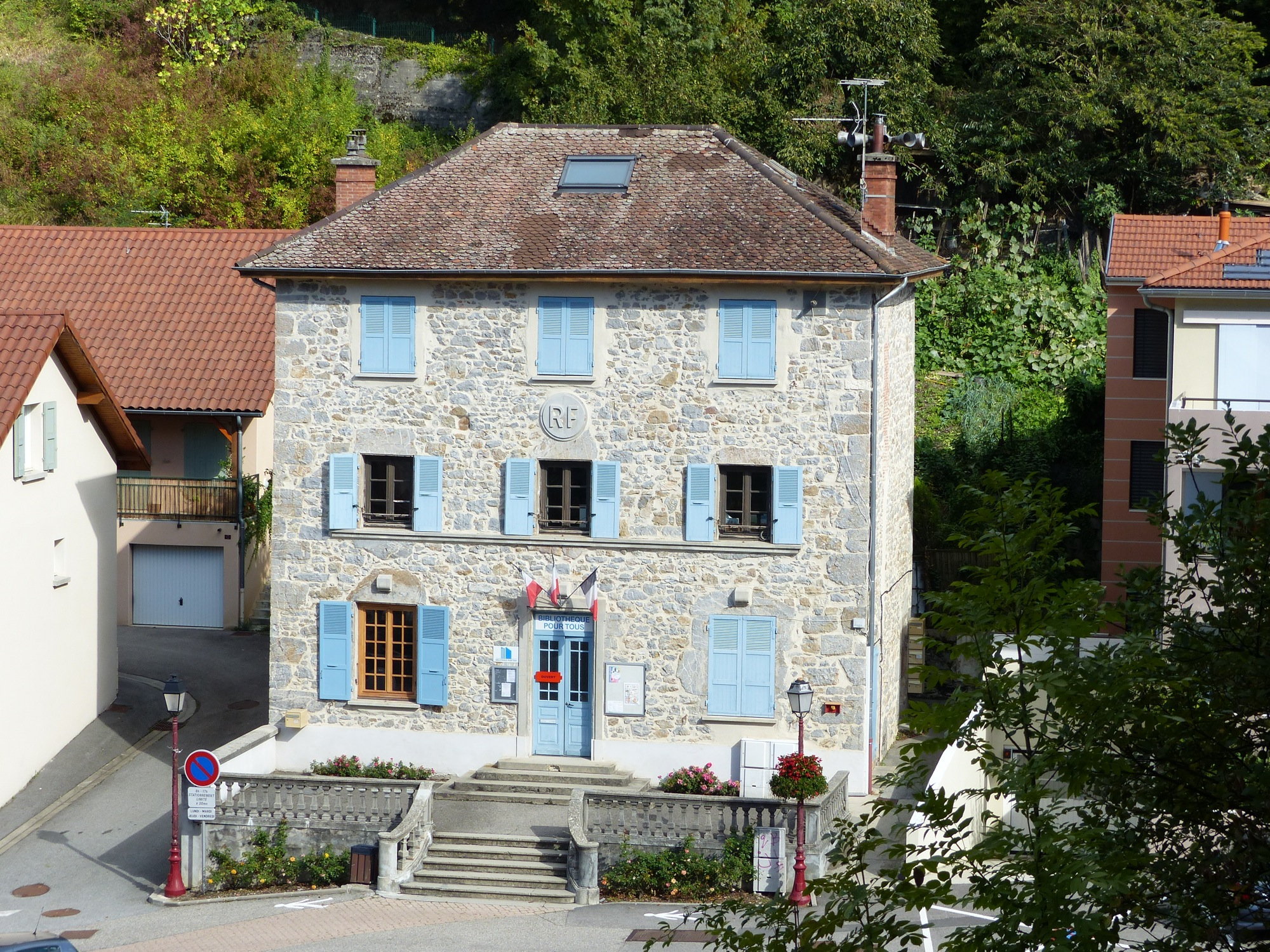
Ancienne mairie de Corenc.

- Ancien château du Mollard (disparu)[26], aujourd'hui au même lieu on trouve le couvent de la Providence.
- Château Matel, du XVIe siècle[26]

Corps de bâtiments rectangulaire éclairé par des fenêtres à meneaux ouvragées et flanqué de trois tourelles toutes différentes. Le château a vu le passage du duc de Lesdiguières.
- Château Bonnet-Eymard, famille de gantier grenoblois, devenue la propriété de la famille Streiff.
- Château du Cizerain, chemin de Saint-Bruno (XVIIe siècle ?)

Probablement édifié au XVIIe siècle, le château se compose d'un corps de logis rectangulaire de trois niveaux plus un de comble, cantonné de deux tours : à l'est, une tour carrée coiffée d'une haute toiture dauphinoise, au sud, une tour ronde d'escalier. Le château est entouré de communs anciens.

#### Patrimoine militaire

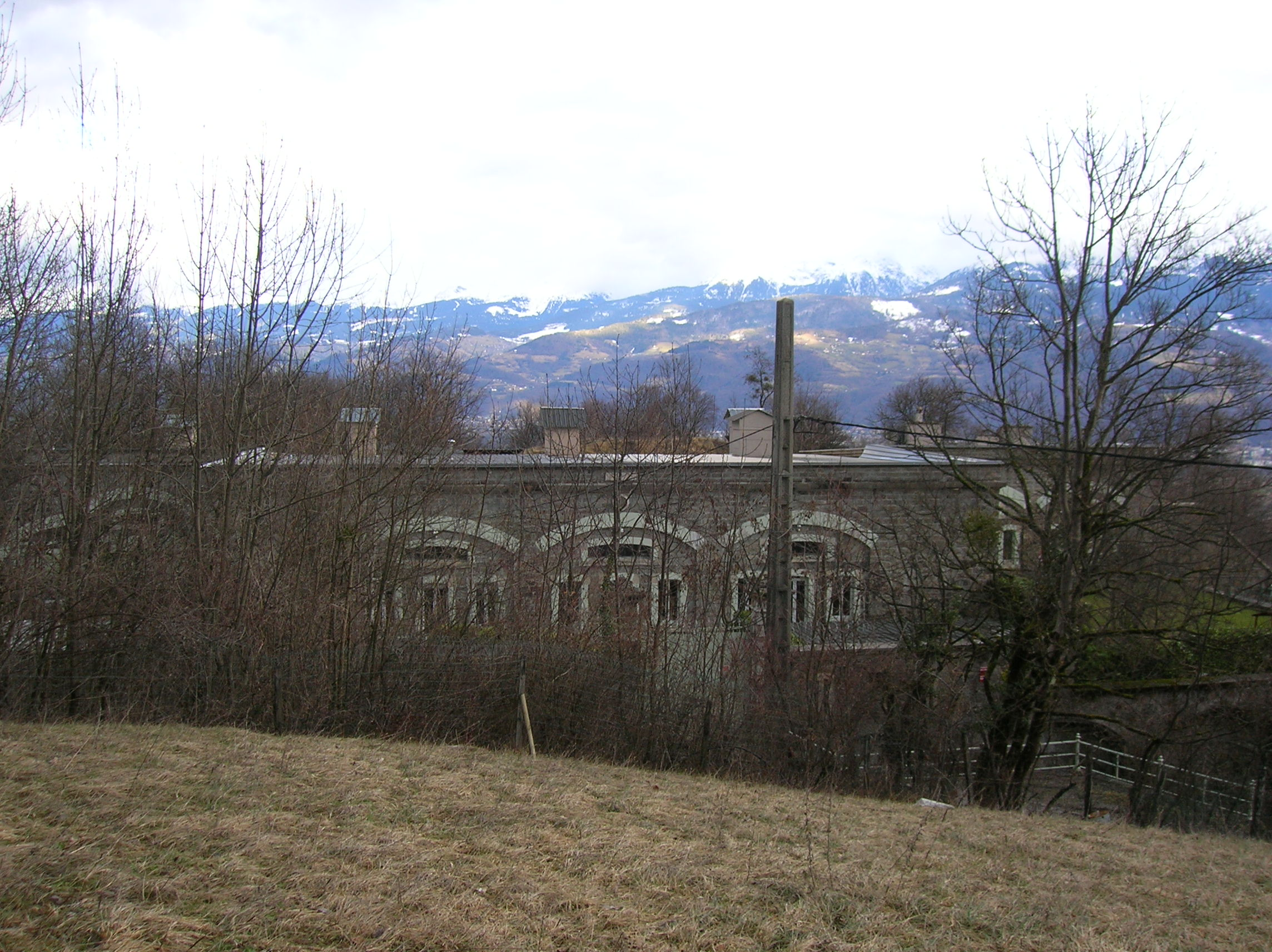
Le fort du Bourcet.

Corenc abrite un des forts de la ceinture fortifiée de Grenoble : le fort du Bourcet.

### Patrimoine naturel
La commune fait partie du parc naturel régional de Chartreuse. On peut admirer le panorama sur la vallée du Grésivaudan et sur la chaîne de Belledonne. Par très beau temps, depuis Corenc le Haut (le Mollard), en peu en dessus du Fort du Bourcet, on peut apercevoir le mont Blanc et le Grand Arc (entre les vallées de la Tarentaise et de la Maurienne, sur la rive gauche de la Combe de Savoie)

### Personnalités liées à la commune
- Jules Flandrin : peintre et artiste français, né en 1871 et mort en 1947 à Corenc.
- Jean-Baptiste Annibal Aubert du Bayet : avant d'être ministre de la Guerre, habita Corenc en sa maison du Bachais.
- Mme de Tencin : salonnière et romancière fameuse. Elle fut cloîtrée de force à Montfleury de 1690 à 1708 avant d'être relevée de ses vœux en novembre 1712.
- Jean Pilot-de-Thorey, historien, auteur notamment des Maisons fortes du Dauphiné, maire de Corenc de 1848 à 1870 (22 ans).
- l'abbé Gervat, peintre et curé de la commune (1867-1930).
- Françoise Sagan, romancière, fut élève des religieuses du Sacré-Coeur de Boisfleury.
- Félix Germain (1904-1992), professeur, écrivain, alpiniste, a résidé dans la commune, et y est inhumé.
- Jean Brian (1910-1990) caricaturiste, dessinateur, illustrateur, affichiste et peintre a résidé à Corenc et y est décédé.
- Michel Albouy (1954-), professeur à l'Université Grenoble Alpes et à Grenoble école de management et ancien membre du Conseil scientifique de l'Autorité des Marchés Financiers (AMF) de 2004 à 2013[29], est maire-adjoint aux finances de Corenc[30].

### Héraldique
| Blason de Corenc | Les armes de Corenc se blasonnent ainsi : Equartelé: au premier d'or au dauphin d'azur crêté, barbé et oreillé de gueules, au second d'azur à tête de lion arrachée d'argent et lampassée de gueules, au troisième de gueules au château d'argent maçonné de sable, au quatrième d'or à l'aigle d'azur, becqué et couronné de gueules. |